# Lamprophiidae
Lamprophiidae – rodzina węży z nadrodziny Colubroidea w obrębie rzędu łuskonośnych (Squamata).

## Zasięg występowania
Rodzina obejmuje gatunki występujące w Afryce i na Bliskim Wschodzie.

## Systematyka

### Podział systematyczny
Do rodziny należą następujące rodzaje: 
- Alopecion Duméril, 1853 – jedynym przedstawicielem jest Alopecion guttatum (Smith, 1843)
- Boaedon Duméril, Bibron & Duméril, 1854
- Bofa Tiutenko, Koch, Pabijan & Zinenko, 2022 – jedynym przedstawicielem jest  Bofa erlangeri (Sternfeld, 1908)
- Bothrolycus Günther, 1874 – jedynym przedstawicielem jest Bothrolycus ater Günther, 1874
- Bothrophthalmus Peters, 1863
- Chamaelycus Boulenger, 1919
- Dendrolycus Laurent, 1956 – jedynym przedstawicielem jest Dendrolycus elapoides (Günther, 1874)
- Elaiophis Tiutenko, Maliuk & Koch, 2025 – jedynym przedstawicielem jest Elaiophis inornatus (Duméril, Bibron & Duméril, 1854)
- Gonionotophis Boulenger, 1893
- Gracililima Broadley, Tolley, Conradie, Wishart, Trape, Burger, Kusamba, Zassi-Boulou & Greenbaum, 2018 – jedynym przedstawicielem jest Gracililima nyassae (Günther, 1888)
- Hormonotus Hallowell, 1853 – jedynym przedstawicielem jest Hormonotus modestus (Duméril, Bibron & Duméril, 1854)
- Inyoka Branch & Kelly, 2011 – jedynym przedstawicielem jest Inyoka swazicus (Schaefer, 1970)
- Lamprophis Fitzinger, 1843
- Limaformosa Broadley, Tolley, Conradie, Wishart, Trape, Burger, Kusamba, Zassi-Boulou & Greenbaum, 2018
- Lycodonomorphus Fitzinger, 1843
- Lycophidion Fitzinger, 1843
- Mehelya Csiki, 1903
- Montaspis Bourquin, 1991 – jedynym przedstawicielem jest Montaspis gilvomaculata Bourquin, 1991
- Pseudoboodon Peracca, 1897